# Гомес, Джошуа
Джо́шуа Ила́й Го́мес (англ. Joshua Eli Gomez, род. 20 ноября 1975, Бейонн, Нью-Джерси) — американский актёр. Наиболее известен по роли Моргана Граймса в телесериале «Чак».

## Биография
Джошуа родился в Бейонне, Нью-Джерси. С ранних лет он был вынужден выступать на сцене, когда они с семьей путешествовали вместе с «Национальным туром битломании». Его отец, Рик Гомес, играл Джорджа Харрисона. Его отец также играл в музыкальной группе The 1910 Fruitgum Company. Джошу нравится писать музыку. Поэтому, когда его спросили, какой у него был план Б, если бы не вышло с кинокарьерой, Гомес ответил, что стал бы музыкантом, ведь это намного проще. Некоторые его работы были использованы в последнем сезоне «Чака».

## Карьера
Гомес появился в роли специалиста по компьютерным технологиям Джеймса Макероя в сериале канала CBS «Без следа». Он снялся в серии рекламных роликов IBM, Wendy’s и коммерческой компании Garmin. Также появился в качестве камео в телесериале «Кошмары Фредди». Он играл Сэмми Стингера в «Добейся успеха вновь» в 2004 году.
Джош озвучил Баралая в видеоигре Final Fantasy X-2, в то время как его брат Рик озвучил противника Баралая - Джиппала. Также озвучил Паркера в игреTurok. Озвучил Джонни, появляющегося в начале игры BioShock.
В сентябре 2007 года он начал играть роль Моргана Граймса, лучшего друга главного героя Чака Бартовски, в телесериале NBC «Чак». Джошуа Гомес дружит с Заком Ливаем, коллегой по телесериалу «Чак», и в реальной жизни.
В 2013 году появился в 5 эпизоде 6-го сезона «Касла» под названием «Time will tell».

## Личная жизнь
В 2011 году Джош Гомес женился на Эми Фам. Является младшим братом актёра Рика Гомеса.

## Интересные факты
- Гомес — вегетарианец уже больше 22 лет. Как он говорит: «Сначала это было просто из-за любви к животным, но потом я обнаружил и определенную пользу для здоровья».[1]
- Джош Гомес — заядлый бегун и раньше участвовал в нескольких полумарафонах. Но сейчас бег для него просто хобби - время, чтобы подумать и расслабиться.[1]
- Рост актёра составляет 168 см (5 футов 6 дюймов).[3]